# Stenohelia maderensis
Stenohelia maderensis is een hydroïdpoliep uit de familie Stylasteridae. De poliep komt uit het geslacht Stenohelia. Stenohelia maderensis werd in 1862 voor het eerst wetenschappelijk beschreven door Johnston. 